# Fotogramas de Plata 2007
La 58a cerimònia de lliurament dels Fotogramas de Plata 2007, lliurats per la revista espanyola especialitzada en cinema Fotogramas, va tenir lloc el 3 de març de 2008 a la discoteca Joy Eslava de Madrid. Fou presentada per Anabel Alonso.

## Candidatures

### Millor pel·lícula espanyola
| Pel·lícula | Director      | Resultat   |
| ---------- | ------------- | ---------- |
| La soledat | Jaime Rosales | Guanyadora |

### Millor pel·lícula estrangera
| Pel·lícula        | Director         | Resultat   |
| ----------------- | ---------------- | ---------- |
| Promeses de l'est | David Cronenberg | Guanyadora |

### Tota una vida
| Intèrpret            | Resultat   |
| -------------------- | ---------- |
| Julia Gutiérrez Caba | Guanyadora |

### Millor actriu de cinema
| actriu          | Pel·lícula                    | Resultat   |
| --------------- | ----------------------------- | ---------- |
| Blanca Portillo | Siete mesas de billar francés | Candidata  |
| Belén Rueda     | L'orfenat                     | Guanyadora |
| Maribel Verdú   | Siete mesas de billar francés | Candidata  |

### Millor actor de cinema
| Actor            | Pel·lícula         | Resultat  |
| ---------------- | ------------------ | --------- |
| Alfredo Landa    | Luz de domingo     | Candidat  |
| Alberto San Juan | Bajo las estrellas | Guanyador |
| Hugo Silva       | El hombre de arena | Candidat  |

### Millor actor de televisió
| Actor        | Sèrie de televisió | Resultat  |
| ------------ | ------------------ | --------- |
| Imanol Arias | Cuéntame cómo pasó | Candidat  |
| Paco León    | Aída               | Guanyador |
| Luis Merlo   | El internado       | Candidat  |

### Millor actriu de televisió
| Actriu       | Sèrie de televisió | Resultat   |
| ------------ | ------------------ | ---------- |
| Amparo Baró  | El Internado       | Candidata  |
| Ana Duato    | Cuéntame cómo pasó | Candidata  |
| Carmen Machi | Aída               | Guanyadora |

### Millor actriu de teatre
| Actriu       | Muntatge                             | Resultat   |
| ------------ | ------------------------------------ | ---------- |
| Ana Belén    | Fedra                                | Guanyadora |
| Lola Herrera | Seis clases de baile en seis semanas | Candidata  |
| Belén Rueda  | Closer                               | Candidata  |

### Millor actor de teatre
| Actor/Companyia        | Muntatge | Resultat |
| ---------------------- | -------- | -------- |
| José Luis García Pérez | Closer   | Candidat |
| Luis Merlo             | Gorda    | Ganador  |
| Fran Perea             | Fedra    | Candidat |